# Casa Avelino Duarte
Casa Avelino Duarte è una villa monofamiliare completata nel 1985 a Ovar, in Portogallo, progettata da Álvaro Siza per la famiglia Duarte.

## Storia
L'edificio è ubicato ad Ovar (piccola cittadina del Portogallo centro-settentrionale) all'interno di lotto rettangolare con accesso alla strada lungo il lato nord-est. Essa è confinata dalle proprietà adiacenti attraverso una recinzione in muratura intonacata di bianco, ed, a differenza delle case adiacenti, non possiede la piscina nella parte retrostante, ma bensì un posto auto coperto ed un piccolo locale adibito a deposito. La costruzione vera e propria è immersa nel verde del giardino, composto da un rigoroso disegno del verde e delle aiuole. La morfologia dell'abitazione è quella di una H asimmetrica che, dall'alto, appare composta da tre volumi e si eleva su tre piani, uniti agli estremi nord-est/sud-ovest da uno scavo che taglia verticalmente l'edificio, generando l'ingresso principale dell'edificio; questa soluzione viene ripresa attraverso l'analisi dell'architettura vernacolare portoghese. Nella facciata posteriore questo elemento di sottrazione viene iterato a tutta altezza.
La composizione della massa dell'intero edificio è giocata sulla sottrazione ed addizione di volumi che affermano e contraddicono le simmetrie del volume; con questa tattica il progettista inserisce volutamente un quarto corpo al pian terreno dove sono ospitate le funzioni della cucina e della lavanderia. Con forte riferimento ad Adolf Loos, in particolare con Casa Steiner del 1910, vi è una forte contrapposizione fra il candore dell'intonaco bianco all'esterno e la ricchezza della decorazione interna dovuta alla presenza di materiali pregiati come marmi e legni di prima scelta. Siza ricorre, nella progettazione degli spazi interni, al Raumplan di Loos nel corpo scala a tripla altezza e dall'utilizzo di controsoffittature nei locali di servizio. Al piano terra è evidente la presenza di materiali pregiati come il marmo del camino e dei pilastri che si amalgama agli specchi e al pavimento in mogano. Al piano superiore, adibito a zona notte, le camere compongono quattro unita indipendenti relazionate tra loro attraverso studioli e disimpegni di distribuzione; è rilevante la presenza di due bagni i cui accessi sono garantiti attraverso porte a perno disposte ad angolo retto. Dal primo piano si eleva una ripida scala che conduce allo studio/biblioteca, l'architetto per sottolineare questo cambio lo fa attraverso il cambio dei materiali, le prime tre alzate sono rivestite in marmo mentre le successive in legno pregiato evidenziando proprio il carattere di imponenza che deve avere lo studio in quanto luogo di rappresentanza e meditazione del proprio lavoro. La copertura è orizzontale per quasi tutta la casa e a volta sul corpo scala evidenziando l'indipendenza di quest'ultima dall'intero edificio. Le parti orizzontali sono ricoperte con protezione termica ed impermeabilizzate in catrame. La parte a volta è rivestita in zinco.
Tali scelte costruttive sono dettate dalla natura ventosa del luogo ed anche alla forte presenza di maestranze artigianali che consentono all'architetto una libera scelta progettuale. Riprendendo l'intervista su Domus del febbraio 1993 Siza afferma proprio tale libertà di scelta progettuale in Portogallo rispetto all'Olanda dove il modo di lavorare è completamente diverso, infatti egli dice: «In Olanda, soprattutto progettando delle abitazioni popolari, non è pensabile, che so, disegnare una finestra speciale. Per ragioni di costo ma anche di regolamenti e normative che di fatto costringono ad usare finestre esistenti sul mercato. D'altra parte esiste un gran numero di componenti prefabbricati di buona qualità ed è possibile una scelta. In Portogallo invece, se decido di lavorare con il legno non troverò nessun elemento prefabbricato».